# Golczewo, Stargardzki
Golczewo [ɡɔlˈt͡ʂɛvɔ] (tiếng Đức: Goltzow) là một ngôi làng thuộc khu hành chính của Gmina Stargard,thuộc huyện Stargardzki, Zachodniopomorskie, ở phía tây bắc Ba Lan.
Làng có dân số 23 người.